# Александровський Ізмаїл Володимирович
Ізмаї́л Володи́мирович Александро́вський (рос. Измаил Владимирович Александровский; 1850-ті — 1920-ті) — російський театральний критик. Жив і працював в Україні. Псевдонім — Из. Альский.

## Біографія
У 1870-х роках Ізмаїл Александровський публікував статті та рецензії на мистецькі теми в санкт-петербурзькій газеті «Новости». Пізніше він співпрацював у київських та одеських періодичних виданнях, зокрема в «Одесском листке».
З кінця 1880-х років до 1903 року Ізмаїл Александровський був постійним театральним оглядачем газети «Киевлянин». 1903 року він вийшов із «Киевлянина» і разом із братом — педагогом-філологом Григорієм Александровським — заснував газету «Киевские отклики».
Автор архітектурно-мистецького нарису «Собор св. Владимира в Киеве», що мав чотири видання (1896—1898).
Ізмаїл Александровський був членом Київського літературно-артистичного товариства. На його зборах виступав із доповідями про творчий шлях відомих майстрів сцени. Одну з них — «Актёр Т. А. Чужбинов. Критический этюд» — видано 1899 року в Києві. Того ж року іншу доповідь — «Актёр Н. П. Рощин-Инсаров» — надруковано в санкт-петербурзьких «Биржевых ведомостях». Ці матеріали з додатком нарису про актора Івана Киселевського увійшли до «Иллюстрированного сборника Киевского литератрно-артистического общества», виданого 1900 року.
Александровський — автор нарису про життя та сценічну діяльність Олександра Мартинова (Київ, 1910), статті «Украинский театр» («Театральная жизнь», 1918, № 29).
У фондах Державного музею театрального, музичного та кіномистецтва України зберігається відгук Александровського про режисерську діяльність Леся Курбаса в Молодому театрі.